# BMW 브릴리언스
BMW 브릴리언스(영어: BMW Brilliance)는 중국 선양시에 본사를 둔 자동차 제조 회사이며 BMW(대주주)와 브릴리언스 오토의 합작 투자 회사이다. 주요 활동은 중국 본토에서 BMW 승용차의 생산, 유통 및 판매를 담당하고 있다.
BMW X1(E84)을 기반으로 한 BMW 브릴리언스 지노로 순수 전기 크로스오버는 BMW 브릴리언스의 새로운 브랜드의 첫 번째 제품이자 중국 프리미엄 제조업체의 첫 번째 신에너지 차량(NEV)이고 2014년 초부터 지노로 1E는 베이징과 상하이에서만 임대가 가능하다.

## 판매 대수
| 연도   | 총 판매 대수 (중국 시장 한정) |
| ------ | ----------------------------- |
| 2005년 | N/A                           |
| 2006년 | 22,500                        |
| 2007년 | 30,600                        |
| 2008년 | N/A                           |
| 2009년 | 44,888                        |
| 2010년 | N/A                           |
| 2011년 | 108,189                       |
| 2012년 | N/A                           |